# معركة ألجوباروتا
معركة ألجوباروتا (بالإسبانية: Batalla de Aljubarrota)‏ " التي وقعت بين الأسبان والبرتغاليين في القرن الرابع عشر ميلادي. وهي كما يذكرها التاريخ معركة وقعت يوم 14 أغسطس 1385 في نواحي مدينة الجوباروتا في وسط البرتغال وكانت الحرب جزء حروب الخلافة البرتغالية الأولى والتي انتصار فيها الأمير جواو وصبح ملك البرتغال ومؤسساً أسرة جديدة حكمت البرتغال لثلاثة قرون (1385-1580) وكانت هذه الأسرة بدايته أزمة في الخلافة وكذلك نهايتها أزمة في الخلافة (انظر:أزمة خلافة البرتغالية (1580)).
و كان فيه الجيش البرتغالي بقيادة جواو أمير فرسان أفيز هو ابن الغير شرعي والده العاشق بيتر الأول ملك البرتغال مدعم بالجيش الإنجليزي بينما الجيش القشتالي بقيادة ملكهم خوان الأول ملك قشتالة والأميرة بياتريس من البرتغال ابنة الوحيدة لوالدها الملك فرديناند الأول ملك البرتغال كان معززا بوحدات من الجيش الفرنسي. وما يحتفظ التاريخ عن تلك المعركة ان قشتالة كانت تريد استغلال المشاكل الداخلية في البرتغال للإستيلاء عليها. ورغم التفوق العددي للجيش الأسباني (31 ألف محارب من بينهم 2000 محارب فرنسي) أمام الجيش البرتغالي (6500 محارب من بينهم 600 محارب أنجليزي) الأنتصار كان للجيش البرتغالي في معركة رهيبة انتهت بحوالي 6 ألاف قتيل أما الجانب البشع من تلك المعركة كما يسجلها التاريخ فهو أنه في المعركة سقط ألف قتيل من كل جانب لكن 5 ألف جندي أسباني قتلوا قبل وأيضًا بعد انتهاء المعركة في عملية تقتيل جماعي أرتكبتها الأهالي البرتغالية: لم يكون هناك أسرى، قام البرتغاليون بقتل كل من وقع بين أيديهم من الأسرى من الجنود الأسبان.